# Coriaria terminalis
Coriaria terminalis là một loài thực vật có hoa trong họ Coriariaceae. Loài này được Hemsl. mô tả khoa học đầu tiên năm 1892.